# Japansk rødhals
Japansk rødhals (latin: Larvivora akahige) er en fugleart, der lever i Japan.